# Сатпура
Сатпура (на хинди: सतपुड़ा)  е средновисока планина в Индия, явяваща се северна ограда на Деканско плато, между долините на реките Нармада на север и Тапти на юг. Дължината ѝ от запад на изток е около 800 km, височината ѝ достига до 1353 m в масива Махадео. Изградена е предимно от кристалинни шисти, гранити и кварцити, препокрити от базалтови лави. Върховете ѝ често са платообразни, южните склонове са стръмни, а северните – полегати. Склоновете ѝ са силно разчленени от речни долини и са стъпаловидни. Покрита е с листопадни гори, съставени от тиково, салово дърво и бамбук.
Махадео е средновисок планински масив в Индия, северна ограда на Деканско плато, явяващ се източната, най-висока част на планината Сатпура с най-висок връх 1353 m. Изграден е предимно от червени пясъчници и конгломерати. Склоновете му са покрити с листопадни гори, съставени от тиково, салово дърво, бамбук и други видове, които са сериозно пострадали от системното им унищожаване за разчистване на нови земеделски земи. На височина около 1050 m, около селището Пачмархи, е разположен едноименният климатичен курорт.